# 维洛尼奥
维洛尼奥，是匈牙利维斯普雷姆州所辖的一个村，总面积13.50平方公里，总人口609，人口密度45.1人/平方公里（2010年1月1日）。